# مواد مسرطنة
المواد المسرطنة هي أي مادة مشعة أو ذات نويات مشعة، وهي العوامل المباشرة المسببة للسرطان، ويرجع ذلك لقدرتها على تدمير الحمض النووي أو تعطيل عملية التمثيل الغذائي الخلوي، يعتبر العديد من المواد المشعة مواد مسرطنة، إلا أن نشاطهم الإشعاعي يرجع للإشعاع، مثلًا أشعة غاما وجسيمات ألفا، التي تنبعث منها. من الأمثلة الشائعة للمواد المسرطنة: الأسبستوس، وبعض أنواع الديوكسينات ودخان التبغ.
السرطان مرض يصيب الخلايا فلا تصبح قادرة على القيام بالموت الخلوي المبرمج. قد تزيد المواد المسرطنة من خطر الإصابة بمرض السرطان عن طريق تغيير الأيض الخلوي أو إلحاق أضرار مباشرة في الحمض النووي، مما يتعارض مع العمليات البيولوجية، والحث على انقسام خلوي خبيث غير محكوم، مما يؤدي في النهاية إلى تكون الأورام. عادة ما يؤدي تلف الحمض النووي -في الحالات الحادة التي يصعب علاجها- إلى موت الخلايا المبرمج، ولكن إذا ما تدمر مسار الموت الخلوي المبرمج لا تستطيع الخلية أن تمنع نفسها من التحول إلى خلية سرطانية.
هناك العديد من المواد الطبيعية المسببة للسرطان. مثل الأفلاتوكسين ب 1، والذي يتم إنتاجه من قبل  فطر الرشاشيات  الذي ينمو على الحبوب المخزنة كالجوز وتعد زبدة الفول السوداني مثال قوي على المواد المسرطنة الميكروبية الطبيعية كما ثبت أن بعض الفيروسات كالتهاب الكبدي ب وفيروس الورم الحليمي البشريمن مسببات مرض السرطان. أما أول مسبب للسرطان لدى الحيوانات هو فيروس ساركوه روص، الذي اكتشفه العالم بيتن روس في عام 1910، وقد تم تصنيف كل من البنزين والأسبستوس والكيبون، والنفايات الناتجة عن تعدين الصخر الزيتيبنزين، على أنها مسببة للسرطان. ومنذ ثلاثينيات القرن العشرين، تم تعريف صناعة دخان التبغ والدخان كمصادر للكثير من المواد المسببة للسرطان، بما في ذلك البنزو بيرين والنيتروزامين الموجود بالتبغ، مثل نيتروسيكوتين والألدهيدات المشعة مثل الفورمالديهايد، الذي يشكل خطرا عند استخدامه في التحنيط وصنع البلاستيك وكلوريد الفينيل، الذي يستخدم في صناعة البولي كلوريد الفينيل من المواد المسرطنة، وبالتالي يشكل خطرا على القائمين على صناعة البولي كلوريد الفينيل.
محفزات المواد المسرطنة هي المواد الكيميائية التي لا تتسبب بالضرورة في مرض السرطان ولكن تعزز نشاط المواد المسرطنة الأخرى التي تسبب السرطان.
عند دخول المواد المسرطنة الجسم، يحاول الجسم القضاء عليها من خلال ما يسمى بالتحول الأحيائي. والغرض من هذه التفاعلات، هو تحويل المواد المسرطنة إلى مواد اتحلالية يتخلص منها لجسم بسهولة. إلا أن هذه التفاعلات قد تزيد من سُمية المادة المسرطنة.
إن الحمض النووي أليف النواة ولذا تعد إلكترونات الكربون الانحلالية مسببة للسرطان وذلك، بسبب هجوم الحمض النووي عليها. على سبيل المثال، بعض الألكينات قد تُسمم من الإنزيمات البشرية فتنتج الايبوكسيد محب للالكترونيات. فيهاجم الحمض النووي الايبوكسيد، ويرتبط به بشكل دائم. وهي نفس الآلية التي تجعل البنزوبيرين الموجود في دخان التبغ والموكبات العطرية والأفلاتوكسين وغاز الخردل من المواد المسرطنة.

## الإشعاع
يحدد القانون الأمريكي للاستجابة البيئية الواعية والفهم والتعويض جميع النويدات المشعة على أنها مواد مسرطنة، على الرغم من أن طبيعة الإشعاعات المنبعثة (ألفا، بيتا، غاما، أو النيوترون والقوة المشعة)، فإن قدرتها على التأين في الأنسجة، وحجم التعرض للإشعاع، هو ما يحدد الخطر المتوقع إن مقدار سرطنة الإشعاع يعتمد على نوعية الإشعاع، ونوع التعرض والاختراق. على سبيل المثال، أشعة ألفا ذات اختراق منخفض ولا تمثل أي خطر خارج الجسم، إلا أنه متى تم استنشاقها أو بلعها تصبح من المواد المسرطنة.
على سبيل المثال الثوروتراست المشع والذي كان يستخدم كمعلق سابقًا، كوسط متباين في الأشعة السينية يعتبر مادة مسرطنة فعالة نظرًا لاحتباسه في كثير من أعضاء الجسم وانبعاث جسيمات ألفا المستمر منه. ماري كوري وقد توفيت ماري كوري -وهي واحدة من أوائل مكتشفي أشعة أكس- بمرض السرطان نظرًا لتعرضها المستمر له خلال تجاربها
والواقع أنه ليست كل أنواع الإشعاع الكهرومغناطيسي مسرطنة. فالموجات ذات الطاقة المنخفضة على موجات الطيف الكهرومغناطيسي ليست مسرطنة. بما في ذلك موجات الراديو والأشعة بالموجات الدقيقة، الأشعة تحت الحمراء والضوء المرئي. وبوجه عام فإن الإشعاع العالي الطاقة، بما في ذلك الأشعة فوق البنفسجية (الموجود في أشعة الشمس)، والأشعة السينية وأشعة غاما، هي شكل عام مسببة للسرطان، إذا تلقاها الجسم في جرعات كافية.
وقد أشارت العديد من الدراسات إلى وجود صلة بين التعرض للضوء ليلًا، وخطر الإصابة بسرطان الثدي، وذلك بسبب قمع الإنتاج الطبيعي للميلاتونين. في عام 1978 أشار كوهين وآل. إلى أن انخفاض إنتاج هرمون الميلاتونين قد يزيد من خطر الإصابة بسرطان الثدي وأن «الإضاءة البيئية» كعامل محتمل للإصابة. أشار الباحثون بلجنة مرض السرطان الوطنية والمعهد الوطني للصحة البيئية والعلوم إلى أن الضوء الاصطناعي أثناء الليل يمكن أن يكون مسببًا لسرطان الثدي. وقد نشر بحث جيد عن المعلومات الحالية عن تأثير الضوء الاصطناعي وشرح لآليات المخاطر في مجلة بينال عام 2007 
المواد أو الأطعمة المعرضة للإشعاع بالإلكترونات أو الإشعاع الكهرومغناطيسي (مثل الميكروويف، والأشعة السينية أو أشعة غاما) ليست مسرطنة. [بحاجة لمصدر] (وفي المقابل، إشعاع النيوترون اللاكهرومغناطيسي المنتج داخل المفاعلات النووية يمكن أن تنتج عنه إشعاعات ثانوية بتحويل المواد المقذوفة إلى مواد مشعة.)

## المواد المسرطنة في الطعام المطبوخ
إن إعداد الطعام في درجات الحرارة العالية مثل شوي اللحوم، يمكن أن يؤدي إلى تشكيل كميات دقيقة من المواد المسرطنة القوية العديدة التي هي مماثلة لتلك الموجودة في دخان السجائر (على سبيل المثال، بنزو [أ] بيرين). إن طهي الطعام على النار يشبه التعرض لفحم الكوك والانحلال الحراري للتبغ، وينتج عنه مواد مسرطنة مماثلة. وهناك العديد من المنتجات الانحلال الحراري المسببة للسرطان، مثل الهيدروكربونات العطرية المتعددة النوى، التي تحولها الإنزيمات البشرية إلى الايبوكسيد، التي تهاج الحمض النووي بشكل دائم.إن طهي اللحوم في فرن الميكروويف لمدة 2-3 دقائق قبل الشي يقلل من الوقت الذي يقضيه على مقلاة ساخنة، ويزيل سلائف أمين (أمازيغية) الغير المتجانس، والتي يمكن أن تساعد في التقليل من تشكيل هذه المواد المسرطنة.
إن تقارير وكالة معايير الأغذية أثبتت أن الأكريلاميد والمعروف أنه من المواد المسرطنة الحيوانية المعروفة يتولد في الأطعمة المقلية أوالأطعمة الكربوهيدراتية المطهوه على حرارة عالية (كالبطاطس المقلية ورقائق البطاطس) وتجرى حاليا دراسات في منظمة الاغذية والعقاقير والوكالات الأوروبية التنظيمية لتقييم المخاطر المحتملة على البشر.
ويشير الدكتور ت. كولين كامبل في دراسة صينية أن الكازينالبروتين الموجود بالحليب والعديد من الأطعمة الجاهزة، هو أيضا من المواد المسرطنة. وإلا أن دراسات أخرى تشير إلى أن الكازين وبروتينات الحليب الأخرى تقي من السرطان.

## المواد المسرطنة الموجودة في السجائر
يحتوي دخان التبغ على أكثر من 4000 مركب كيميائي، ما بين مواد مسرطنة أو سامة. واحد هذه المركبات يباع كسم للفئران.

## اضطراب الساعة البيولوجية
أدرجت الوكالة الدولية لمنظمة الصحة العالمية لبحوث السرطان عام 2007 «العمل بنظام المناوبة الذي يتضمن اضطرابا في الإيقاع اليومي» على أنه مادة مسرطنة محتملة. (بيان الوكالة الدولية لمنظمة الصحة العالمية لبحوث السرطان رقم 180). وقد أثبتت العديد من الدراسات وجود علاقة بين العمل في نوبات الليل وزيادة معدل الإصابة بسرطان الثدي. يؤدي اضطراب الإيقاع اليومي إلى التعرض للضوء الليلي مما يمنع إنتاج هرمون الميلاتونين الذي يؤدي إلى انخفاض في خلايا المناعية ولابد من مراقبة دورية لرصد أي تطور سرطاني ويعد الميلاتونين أيضا عامل وقائي مباشر ضد مرض سرطان غالبًا بسبب خصائصة القوية المضادة للأكسدة.

## آليات التسرطن
ويمكن تصنيف المواد المسرطنة على أنها سمية الجينات أو غير سمية الجينات تسبب المواد سمية الجينات قد تسبب أضرارا جينية أو طفرات جينية لا رجعة فيها وذلك لارتباطها بالحامض النووي تشمل المواد سمية الجينات على عوامل كيميائية مثل النتروز اليوريا) أو عوامل غير كيميائية مثل الأشعة فوق البنفسجية والأشعة المؤينة. بعض الفيروسات يمكن أن تصنف كمواد مسببة للسرطان عند نفاعلها مع الحمض النووي.
المواد غير سمية الجينات لا تؤثر بشكل مباشر على الحمض النووي ولكن تعمل بوسائل أخرى على تعزيز نموه. تحتوى القائمة على الهرمونات وبعض المركبات العضوية.

## تصنيف المواد المسرطنة
| IARC        | GHS        | NTP      | ACGIH     | EU        |
| ----------- | ---------- | -------- | --------- | --------- |
| المجموعة 1  | القط. 1A   | معروف    | A1        | المحفز. 1 |
| المجموعة 2A | المحفز. 1B | مشكوك به | A2        | ال.محفز 2 |
| المجموعة 2B | المحفز. 1B | مشكوك به | A2        | ال.محفز 2 |
| المحفز. 2   |            | A3       | المحفز. 3 |           |
| المحفز. 2   | المجموعة 3 | A3       | المحفز. 3 |           |
|             | A4         |          |           |           |
| المجموعة 4  | A5         |          |           |           |

### المنظمة الدولية لأبحاث السرطان
الوكالة الدولية لبحوث السرطان) هي وكالة حكومية دولية أنشئت في عام 1965، وهي جزءا من منظمة الصحة العالمية التابعة للأمم المتحدة. ومقرها ليون، فرنسا. منذ عام 1971 نشرت له سلسلة من الدراسات بشأن تقييم مخاطر السرطان على الإنسان  وكان لها تأثير كبير في تصنيف المواد المسرطنة المحتملة.
- المجموعة 1: المعامل (أو الخليط) هو بالتأكيد مادة مسرطنة للبشر. ظروف التعرض تعرض الإنسان لخطر الإصابة
- المجموعة 2A: المعامل(أو الخليط) قد يكون مادة مسرطنة للبشر. ظروف التعرض قد تعرض الإنسان لخطر الإصابة.
- المجموعة 2B: المعامل(أو الخليط) احتمال ضئيل أن يكون مادة مسرطنة. ظروف التعرض لها احتمالية قليلة لإصابة الإنسان بلسرطان.
- المجموعة 3: وكيل (خليط أو ظروف التعرض) لم يتم تصنيفها على أنها مواد مسرطنة للإنسان.
- المجموعة 4: وكيل (خليط) قد لا يكون مادة مسرطنة للبشر.

### النظام العالمي الموحد
النظام العالمي الموحد لتصنيف المواد الكيميائية ووسمها هو مبادرة الأمم المتحدة للتوحيد بين الأنظمة المختلفة لتقييم المخاطر الكيميائية التي توجد حاليا (من آذار / مارس 2009) في جميع أنحاء العالم. وتصنف المواد المسرطنة إلى فئتين، ويمكن تقسيم الأولى إلى فئات فرعية إذا رغبت في ذلك السلطة التنظيمية المختصة:
- الفئة 1: يعرف أو يفترض أن تكون مادة مسرطنة محتملة للبشر
  - الفئة 1A: يستند في المقام الأول على أدلة بشرية
  - الفئة 1B: يستند في المقام الأول على أدلة حيوانية
- الفئة 2: يشتبه في كون المواد مواد مسرطنة

### البرنامج الوطني للسموم بالولايات المتحدة
يهتم برنامج علم السموم هو برنامج تابع لوزارة الصحة والخدمات البشرية بالولايات المتحدة بإعداد تقرير كل سنتين عن المواد المسرطنة.  وفي آذار / مارس 2009، كانت أخر نسخة التقرير الحادي عشر لعام 2005/} ويصنف المواد المسرطنة إلى مجموعتين:
- مواد معروف أنها مسرطنة الإنسان
- مواد من المتوقع أن تكون مواد مسرطنة بشرية

### المؤتمر الأمريكي لعلماء الصحة الصناعية الحكوميين
لمؤتمر الأمريكي لعلماء الصحة الصناعية الحكوميين منظمة خاصة اشتهرت بنشر القيم القصوى للمخاطر الكيميائية للتعرض المهني والأفرودة في أماكن العمل. ويقيم السرطنة كجزء من تقييم أوسع عن الأخطار المهنية للمواد الكيميائية.
- فريق A1: مادة مسرطنة بشرية مؤكدة
- المجموعة A2: يشتبه في كونها مادة مسرطنة بشرية
- مجموعة A3: مادة مسرطنة حيوانية مؤكدة
- مجموعة A4: غير مصنف كمادة مسرطنة للإنسان
- مجموعة A5: لا يشتبه بأنه مادة مسرطنة بشرية

### الاتحاد الأوروبي
يرد تصنيف الاتحاد الأوروبي لتصنيف المواد المسببة للسرطان ضمن.دليل المواد الخطرة والتحضيرات الخطرة وهو يتألف من ثلاث فئات:
- الفئة 1:مواد معروف أنها من المواد المسببة للسرطان على البشر.
- الفئة 2: المواد التي ينبغي أن ينظر إليها كمواد مسرطنة للبشر.
- الفئة 3: المواد قد تسبب قلقا للإنسان، وذلك بسبب تأثيراتها المسرطنة المحتملة ولكن المعلومات المتوفرة ليست كافية لإجراء تقييم مُرض.

ويجري تقييم هذه الخطة على مراحل في صالح نظام المنسق عالميا (انظر أعلاه) ،نظرًا لتقارب تعريفاتهما.

## المسرطنات
المسرطنات هي سلائف المواد المسرطنة ومن أمثلتها النترات عند تناولها في الغذاء لا تعتبر مواد مسرطنة بحد ذاتها ولكنها تتحول إلى نتروزامين في الجسم وهو من المواد المسرطنة.

## المواد المسرطنة المعروفة

### المواد المسببة ضمن أخطار المهنة
تعد المواد المسببة للسرطان المهني هي عوامل تشكل خطرًا في مناطق العمل المختلفة:
| Carcinogen                                    | Associated cancer sites or types         | Occupational uses or sources |
| --------------------------------------------- | ---------------------------------------- | --- |
| زرنيخ and its compounds                       | - Lung - Skin - Hemangiosarcoma          | - صهر (علم الفلزات) byproduct - Component of: - Alloys - Electrical and شبه موصل devices - Medications (e.g. ميلارسوبرول) - Herbicides - Fungicides - Animal dips                                                                |
| أسبست                                         | - سرطان الرئة - ورم المتوسطة - جهاز هضمي | Not in widespread use, but found in: - Constructions - Roofing papers - Floor tiles - Fire-resistant textiles - Friction linings (only outside Europe) - Replacement friction linings for automobiles still may contain asbestos |
| بنزين                                         | - ابيضاض الدم - لمفوما هودجكين           | - Light زيت الوقود - Former use as مذيب and تعقيم بالبخار - Printing - Lithography - Paint - Rubber - Dry cleaning - Adhesives - Coatings - منظفs                                                                                |
| بيريليوم and its compounds                    | - Lung                                   | - Missile fuel - Lightweight alloys - Aerospace applications - Nuclear reactors |
| كادميوم and its compounds                     | - سرطان البروستاتا                       | - Yellow pigments - مادة فسفوريةs - سبيكة لحام القصديرs - Batteries - Metal paintings and coatings |
| Hexavalent كروم(VI) compounds                 | - Lung                                   | - Paints - Pigments - Preservatives |
| أكسيد الإيثيلين                               | - Leukemia                               | - النضوج for fruits and nuts - Rocket propellant - Fumigant for foodstuffs and textiles - تعقيم for hospital equipment |
| نيكل                                          | - Nose - Lung                            | - Nickel plating - Ferrous alloys - Ceramics - Batteries - Stainless-steel welding byproduct |
| رادون and its decay products                  | - Lung                                   | - Uranium decay - Quarries and mines - Cellars and poorly ventilated places |
| كلوريد الفاينيل                               | - Hemangiosarcoma - سرطان الكبد          | - مثلج - Production of كلوريد متعدد الفاينيل - Adhesive for plastics - Former use in pressurized containers |
| Shiftwork that involves نظم يوماوي disruption | - سرطان الثدي                            | |
| Involuntary smoking (تدخين سلبي)              | - Lung                                   | |
| Unless else specified in boxes, then ref is:  |                                          | |

### آخرى
- البنزين (المحتوى على العطريات)
- الرصاص ومشتقاته
- مضادات الأورام المتألكلة (العلاج الكيماوي)
- المواد المتألكلة الأخرى كثنائي ميثيل سلفات)
- الأشعة فوق البنفسجية من الشمس ومصابيح الأشعة فوق البنفسجية
- بعض الإشعاعات المؤينة الأخرى (الأشعة السينية وأشعة غاما، الخ.)

## وصلات خارجية
- تقرير البرنامج الوطني لعلم السموم بالولايات المتحدة
- المواد المسرطنة المعترف بها
- جمعية السرطان الأمريكية
- قاعدة بيانات المواد المسرطنة الضارية
- مقارنة المخاطر المحتملة الناجمة عن التعرض الإنسان للمواد المسرطنة الضارية

قالب:Carcinogen